# Cédric Moubamba
Cédric Moubamba, né le 14 octobre 1979, est ancien un footballeur international gabonais. Il jouait au poste de milieu relayeur.

## Carrière
- 1997-2000 :  AS Mangasport
- 2001-2003 :  USM Libreville
- 2004-2008 :  Sogéa Libreville
- 2008-2009 :  TP Mazembe
- 2009-2010 :  Dhofar Salalah
- 2011-2012 :  US Bitam[1]
- 2012-2014 :  AC Bongoville[1]

## Palmarès
| AS Mangasport - Championnat du Gabon (1) : - Champion : 2000. |  | USM Libreville - Championnat du Gabon (1) : - Champion : 2002. - Coupe du Gabon (1) : - Vainqueur : 2002. |  | TP Mazembe - Championnat de République démocratique du Congo (1) : - Finaliste : 2009. |